# Wizyta Billy’ego Grahama w ZSRR (1982)
W maju 1982 roku amerykański ewangelista przebudzeniowy Billy Graham odwiedził Moskwę. Wizyta była związana z zorganizowaną przez Rosyjski Kościół Prawosławny konferencją pokojową i spotkała się z powszechną krytyką na Zachodzie.

## Przygotowywania
Podczas wizyty na Węgrzech w 1977 roku Billy Graham spotkał się z baptystycznymi działaczami z ZSRR. Wtedy powstał pomysł zorganizowania wizyty. Po powrocie do Stanów spotkał się w ambasadzie radzieckiej w Waszyngtonie z ambasadorem Anatolijem Dobryninem oraz metropolitą Filaretem. Planowana wizyta została odroczona z powodu sowieckiej interwencji w Afganistanie, po której prezydent Carter odpowiedział odmową uczestniczenia Stanów Zjednoczonych w igrzyskach olimpijskich w Moskwie. Rozmowy zostały ponownie podjęte ze strony radzieckiej w związku z konferencją pokojową przygotowywaną w stolicy ZSRR. Podczas rozmów negocjacyjnych BGEA postawiło trzy warunki: 1) Graham będzie tylko obserwatorem, nie delegatem; 2) Graham musi mieć pełną swobodę głoszenia na dowolny temat; 3) Graham musi uzyskać zgodę na głoszenie w dwóch kościołach Moskwy – prawosławnym i baptystycznym.
Oficjalne zaproszenie na konferencję wystosował do Grahama Pimen, patriarcha moskiewski i całej Rusi. Wiele osób w Ameryce przestrzegało Grahama, by nie jechał na konferencję kontrolowaną przez KGB, ponieważ zostanie wykorzystany przez sowiecką propagandę.

## Przebieg
Konferencja odbyła się w dniach 10-14 maja 1982 roku. Jej celem było ratowanie świata przed nuklearną zagładą. Pełna jej nazwa brzmiała: „Światowa konferencja pracowników religijnych na rzecz ratowania świętego daru życia przed katastrofą nuklearną”. Wedle zamysłu wydarzenie miało być międzynarodową konferencją wspieraną przez różne Kościoły. Zaproszono na nią kilkuset przedstawicieli rozmaitych religii świata. Wzięło w niej udział 401 chrześcijan, 106 muzułmanów, 57 buddystów, ponadto uczestniczyli w niej żydzi, hinduiści, sikhowie, szintoiści i zaratusztrianie. Jedyną wspólną służbą o charakterze religijnym była chwila ciszy na początku każdego dnia obrad.
Richard Chartres, anglikański duchowny i teolog, krytycznie oceniający konferencję stwierdził, że podczas konferencji spośród wszystkich mówców, co najwyżej Graham dotknął problemu istnienia zła na świecie, ponieważ wyjaśnił, że zło jest wynikiem grzechu. Pozostali mówcy podchodzili do tematu pokoju i rozbrojenia na „miękko” i w sposób ugodowy względem gospodarzy.
Poza udziałem w konferencji Graham głosił w cerkwi prawosławnej oraz w zborze baptystycznym w Moskwie. Gdy głosił kazanie w zborze baptystycznym pewna kobieta uniosła transparent z napisem: „Mamy ponad 150 więźniów za służbę Ewangelii”. Graham nie ustosunkował się do tego w kazaniu.
Spędził trzy godziny na rozmowie z Gieorgijem Arbatowem, którego określił później mianem „bardzo wspaniałego urzędnika”. Według relacji Grahama, miał się też spotkać z Borisem Ponomariowem, sekretarzem i kierownikiem Wydziału Międzynarodowego KC KPZR, który oprowadził go po Kremlu. W swej książce z 1997 roku Graham przyznał, że przeprowadził tajne rozmowy z urzędnikami wysokiego szczebla na temat praw człowieka, ale szczegółów tych rozmów nie mógł wtedy ujawnić.

## Nagroda Templetona
Przed powrotem do Stanów Graham najpierw odwiedził Londyn, gdzie odebrał nagrodę Templetona, za wprowadzenie chrześcijańskiego przesłania do elektronicznego świata radia i telewizji. Następnie przybył do Nowego Jorku, gdzie odbyła się konferencja prasowa, na której padło wiele ostrych pytań. Według Grahama bronił go tylko rabin Marc Tanenbaum.

## Reakcje i oceny
Wizyta Grahama wywołała krytyczne oceny w zachodniej prasie. William F. Buckley napisał, że nie chce, by Billy wracał do domu. Dziennikarz „Chicago Tribune” skomentował: „Nigdy nie uprawiaj wrestlingu ze świnią, ponieważ oboje będziecie brudni, a świnie to lubią”. „San Diego Union” z 14 maja 1982 roku zarzuciło Grahamowi, iż pozwolił, by jego dobre imię i jego służba zostały wykorzystane dla celów sowieckiej propagandy, zwłaszcza, że błędem było samo uczestnictwo w tej konferencji. Fala krytycznych ocen przetoczyła się przez całe USA. Protestowano przed Billy Graham Center w Wheaton, gazeta „The New York Times” zarzucała Grahamowi naiwność. Zastanawiano się, co wpłynęło na zmianę jego wcześniejszego bardzo krytycznego stosunku do komunizmu, który w 1954 roku został uznany przez Grahama za system Antychrysta. Zarzucano, że spotkał się wyłącznie z baptystami z „zarejestrowanego” i uznawanego przez państwo zboru, a nie spotkał się z chrześcijanami z nielegalnych zborów, że w swoich kazaniach nie zrobił żadnych aluzji do więźniów religijnych.
Po upływie czasu oceny krytyczne zostały złagodzone, zauważono, że jest możliwe budowanie mostów porozumienia pomiędzy Wschodem a Zachodem. Jednak w dalszym ciągu podkreślano, że Graham popełnił pewne błędy. Po upadku komunizmu pojawiły się opinie, że Graham dopomógł w zakończeniu zimnej wojny i zniesieniu żelaznej kurtyny. Richard Nixon w 1990 roku ocenił, że nie podlega wątpliwości, że Billy dopomógł w uwolnieniu Europy Wschodniej, a także dopomógł ówczesnej antykomunistycznej opozycji w Rosji. Niedługo po tej wypowiedzi prezydent George Bush ocenił, że Billy widział pewne rzeczy na długo przed politykami.
Według Grahama uczestnictwo w konferencji miało zepsuć jego do tej pory dobrą relację z Sołżenicynem, z którym po raz pierwszy miał się spotkać w 1974 roku. W 1983 roku, podczas odbierania nagrody Templetona, Sołżenicyn wypowiedział kilka krytycznych uwag pod adresem „ubiegłorocznego laureata” (tj. Grahama).
26-28 września 2013 podczas konferencji „Worlds of Billy Graham” zorganizowanej przy Wheaton College jeden z wykładów dotyczył wizyty Grahama w Moskwie w 1982.

## Późniejsze wizyty
W 1984 roku ponownie przybył do ZSRR, gdzie tym razem przemawiał pięćdziesięciokrotnie w czterech miastach: Moskwie, Leningradzie, Tallinnie i Nowosybirsku. Ponownie przybył do ZSRR w 1988 roku.
W 1992 roku Graham przeprowadził na stadionie olimpijskim w Moskwie swoją klasyczną krucjatę. William Martin, jeden z biografów Grahama, ocenił, że nigdy by nie doszło do owej krucjaty, gdyby nie przyjazd Grahama do Moskwy w 1982 roku.
Jednym z zarzutów stawianych wobec tych wizyt ze strony krytyków jest ten, że Graham podczas każdej swej wizyty w Moskwie unikał kontaktu z niezarejestrowanymi zborami.

## Antykomunizm Grahama
Graham, gdy był młody miał zdeklarowane poglądy antykomunistyczne, jednak późniejsze wizyty w krajach komunistycznych wpłynęły na zmianę jego poglądów. W swej autobiografii tak przedstawił swoje wrażenie z pobytu w Kremlu:

Gabinety na Kremlu były bogato wyposażone i urządzone w eleganckim, starodawnym stylu. Jeśli chodzi o pracujących tam ludzi, odczuwałem w nich pewnego rodzaju poczucie dumy, wiedzieli, że pracują w centrum jednego z głównych mocarstw świata. Po opuszczeniu Kremla powiedziałem do jednego z moich pomocników, że szczerze wątpię, aby ci radzieccy przywódcy kiedykolwiek rozpoczęli wojnę nuklearną; nie będą chcieli utracić swoich przywilejów i wygód.